# Martin Arnesen
Martin Arnesen, född 1953 i Danderyd, är en svensk författare. 
Arnesen har gett ut romanerna Drömmarnas hus, som är en barndomsskildring, och I hagtornens skugga, som är en fortsättning på Drömmarnas hus, på Bokförlaget Atlantis, och är bosatt i Stockholm. 
Martin Arnesen har tre barn. Bland annat skådespelaren David Arnesen och författaren Hannah Arnesen.